# AG Insurance-Soudal/2024

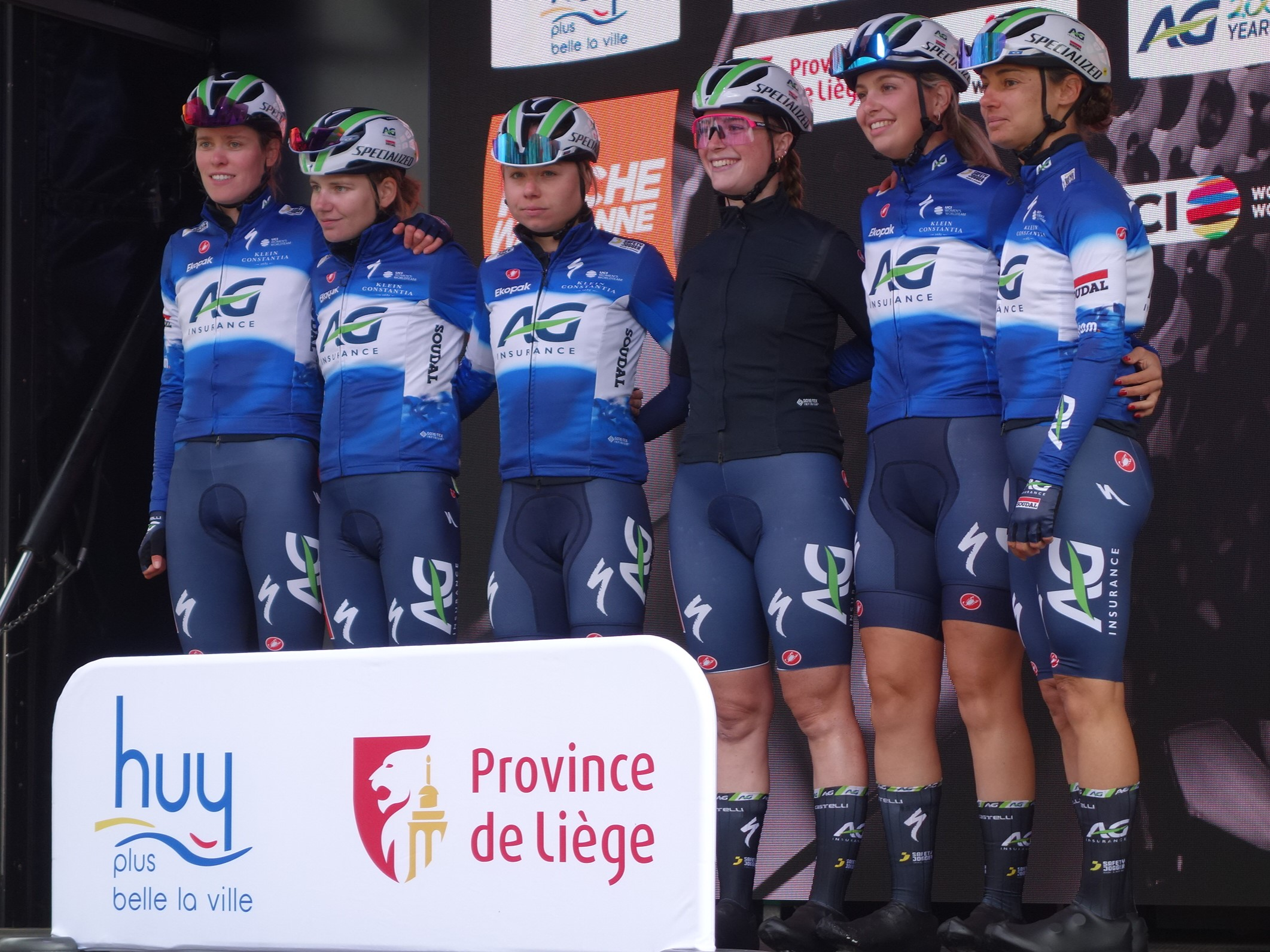
De ploeg in de Waalse Pijl 2024.

Deze pagina geeft een overzicht van de vrouwenwielerploeg AG Insurance-Soudal in 2024.

## Algemeen
Teammanager: Natascha den Ouden(tot 29/3)Jurgen Foré
Ploegleiders: Fien Delbaere(vanaf 20/6), Jolien D'hoore, Servais Knaven, Christian Kos, Stijn Steels (vanaf ?)
Trainer: Michiel Stockman (vanaf ?)
Fietsmerk: Specialized
Kleding: Castelli

## Renners

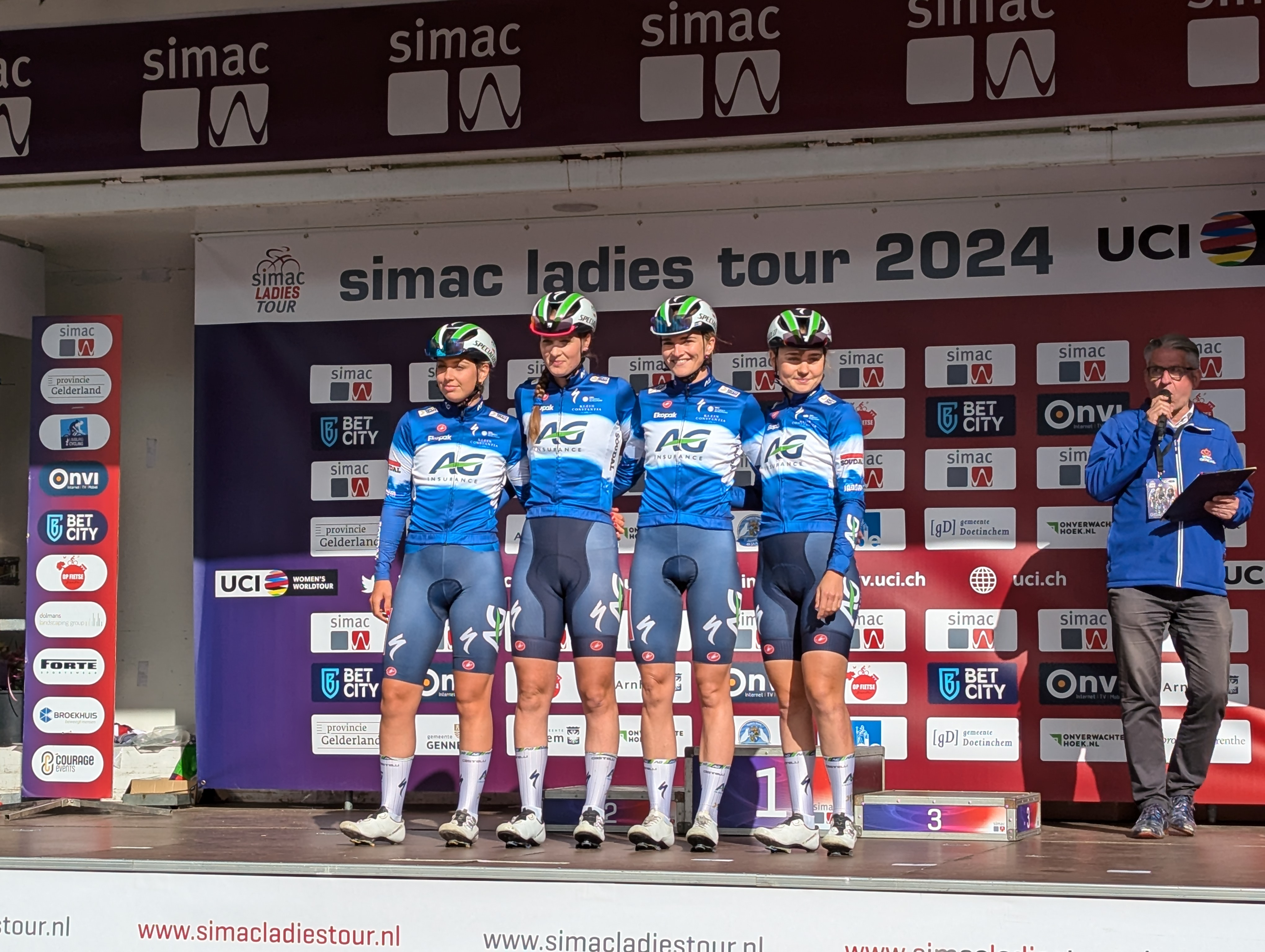
De ploeg in de Simac Ladies Tour 2024.

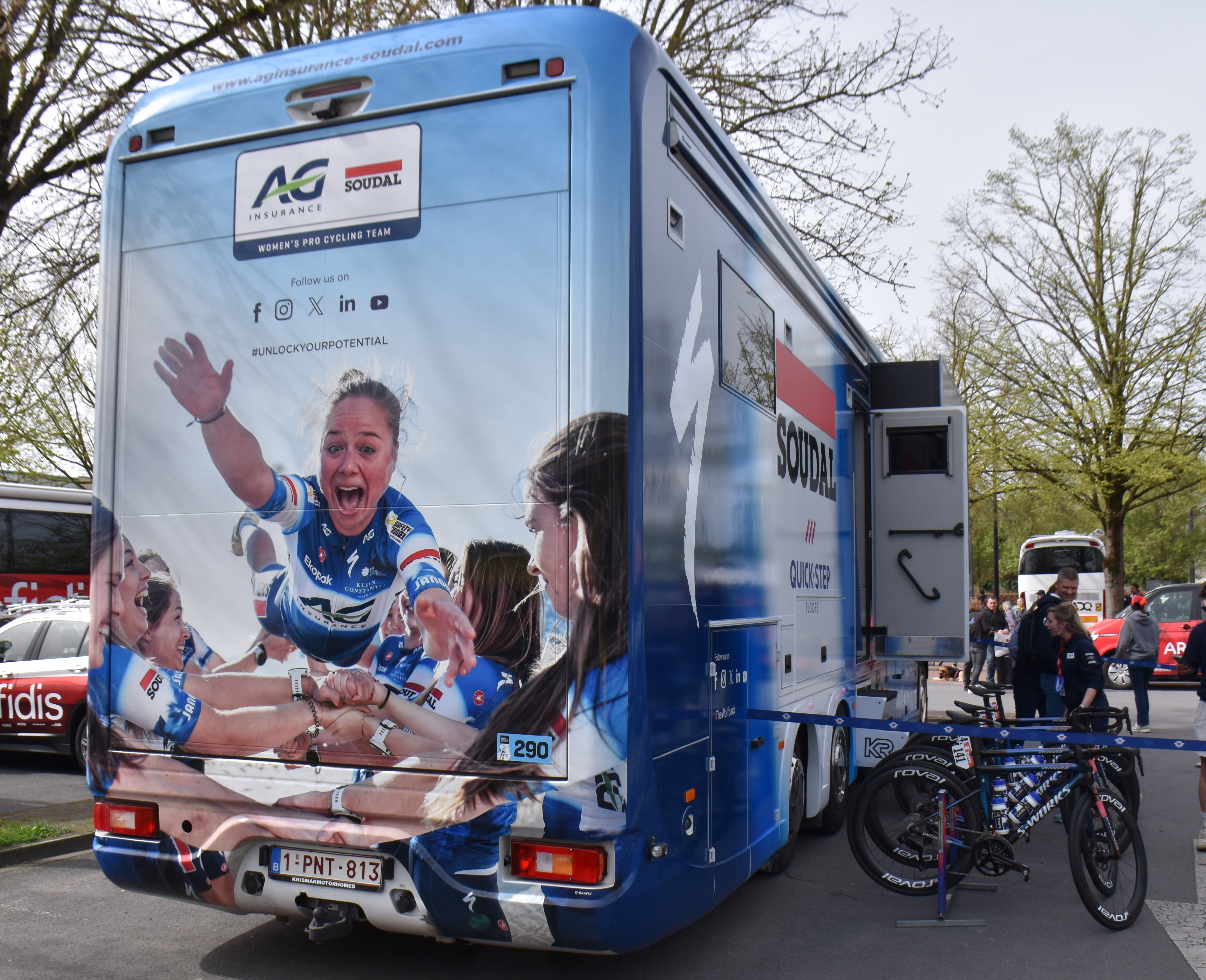
Teambus bij Parijs-Roubaix 2024.

| Naam               | Geboortedatum | Nationaliteit | Ploeg 2023            |
| ------------------ | ------------- | ------------- | --------------------- |
| Mireia Benito      | 30-12-1996    | Spanje        |                       |
| Leonie Bentveld*   | 17-04-2004    | Nederland     | Duolar-Chevalmeire    |
| Maaike Boogaard    | 24-08-1998    | Nederland     |                       |
| Julia Borgström    | 09-06-2001    | Zweden        |                       |
| Lore De Schepper** | 12-11-2005    | België        | AG Insurance-NXTG U19 |
| Justine Ghekiere   | 14-05-1996    | België        |                       |
| Sarah Gigante      | 06-10-2000    | Australië     | Movistar Team         |
| Marthe Goossens    | 04-05-2002    | België        |                       |
| Kimberley Le Court | 23-03-1996    | Mauritius     | -                     |
| Anya Louw          | 16-10-2000    | Australië     |                       |
| Gaia Masetti       | 26-10-2001    | Italië        |                       |
| Ashleigh Moolman   | 09-12-1985    | Zuid-Afrika   |                       |
| Ilse Pluimers      | 29-04-2002    | Nederland     |                       |
| Maud Rijnbeek      | 03-12-2002    | Nederland     |                       |
| Nicole Steigenga   | 27-01-1998    | Nederland     |                       |
| Julie Van de Velde | 02-06-1993    | België        | Fenix-Deceuninck      |
| Ally Wollaston     | 04-01-2001    | Nieuw-Zeeland |                       |

* vanaf 24/4 tot 13 september
** vanaf 14/6

### Vertrokken
| Naam           | Geboortedatum | Nationaliteit | Ploeg 2024                 |
| -------------- | ------------- | ------------- | -------------------------- |
| Lotta Henttala | 28-06-1989    | Finland       | EF Education-Cannondale    |
| Romy Kasper    | 05-05-1988    | Duitsland     | Human Powered Health Women |
| Britt Knaven   | 29-07-2000    | België        | Gestopt                    |
| Lone Meertens  | 16-04-1998    | België        | Proximus-Cyclis            |

## Overwinningen
| Afrikaanse kampioenschappen wielrennen Wegwedstrijd: Ashleigh Moolman-Pasio Nationale kampioenschappen wielrennen Mauritius - tijdrit: Kimberley Le Court Mauritius - wegwedstrijd: Kimberley Le Court Tour Down Under 1e etappe: Ally Wollaston 3e etappe: Sarah Gigante Eindklassement: Sarah Gigante Ronde van Catalonië 1e etappe: Ally Wollaston 3e etappe: Ally Wollaston Puntenklassement: Ally Wollaston Bergklassement: Justine Ghekiere Ronde van Italië 8e etappe: Kimberley Le Court Bergklassement: Justine Ghekiere | Ronde van Frankrijk 7e etappe: Justine Ghekiere Bergklassement: Justine Ghekiere GP van Isbergues Maaike Boogaard |  |

Mannen:   2003 · 2004 · 2005 · 2006 · 2007 · 2008 · 2009 · 2010 · 2011 · 2012 · 2013 · 2014 · 2015 · 2016 · 2017 · 2018 · 2019 · 2020 · 2021 · 2022 · 2023 · 2024 · 2025
Vrouwen:   2023 · 2024 · 2025
AG Insurance-Soudal · Canyon//SRAM · Ceratizit-WNT Pro Cycling · dsm-firmenich PostNL · FDJ-SUEZ · Fenix-Deceuninck · Human Powered Health · Lidl-Trek · Liv AlUla Jayco · Movistar · Roland · SD Worx-Protime · UAE Team ADQ · Uno-X Mobility · Visma|Lease a Bike